# Карменер
Кармене́р (фр. Carménère) — технический (винный) сорт винограда, используемый для производства красных вин. Один из классических сортов французской области Медок, веками использовавшийся для производства бордоских кларетов под названием «крупный видюр» (Grand Vidure). Результат скрещивания сортов каберне-фран и труссо.
В 1867 году почти полностью истреблён в Европе эпидемией вредителя филлоксеры. В Бордо его заменил сходный по основным характеристикам сорт мерло. Ныне основные объёмы карменера (свыше 80%) выращиваются в Чили (где им заняты 8% виноградников), немного в Италии и США. 
Сорт сложен в возделывании, долго вызревает. Содержание танинов — низкое. Вино из карменера ощущается во рту средне-плотным (англ. medium bodied), вкус обычно не очень терпкий, имеет оттенки ягод и чёрного перца. Вино легко пьётся. Особенно хорошо сочетается с красным мясом и блюдами с кукурузой. Содержание алкоголя — 12—14 %.
Визуально карменер легко спутать с мерло (который, по заключению генетиков, также происходит от каберне-франа). Собственно, до генетических исследований середины 1990-х годов чилийский карменер рассматривался как разновидность мерло. Способ различить эти сорта: при созревании листья карменера снизу имеют красноватый оттенок (с чем связано и его название, родственное слову «кармин»), в то время как у мерло они белёсые. Также имеются небольшие отличия в форме листа. 